# Idioma mono
El mono o monachi es una lengua uto-azteca hablada en los Estados Unidos por la tribu mono del centro-este de California y que en la actualidad está prácticamente extinta.

## Distribución geográfica
Dentro de las lenguas uto-aztecas esta lengua pertenece al grupo númico. Algunos investigadores distinguen dentro del Mono dos dialectos el oriental y el occidental. La denominación Monachi se usaba comúnmente con el Mono occidental, aunque debe señalarse que este no es un término nativo, sino un heteroglotónimo.
Se ha investigado muy poco sobre el Mono oriental que se habla en las reservas indias de Lone Pine, Independence, Big Pine, Bishop y Benton. No ha existido ningún censo de hablantes de Mono oriental, por lo que el número de hablantes de la lengua mono es con casi toda seguridad incorrecto. Además, muchos hablantes no sienten que no son suficientemente fluentes en la lengua como para ser considerados como hablantes de la lengua.

## Fonología
|             | labial | alveolar | palatal | velar | uvular | glotal |
| ----------- | ------ | -------- | ------- | ----- | ------ | ------ |
| Oclusiva    | p      | t        |         | k, kʷ | q, qʷ  | ʔ      |
| Africada    |        | t͡s       |         |       |        |        |
| Fricativa   | v      | s        |         | x     |        | h      |
| Nasal       | m      | n        |         |       |        |        |
| Aproximante | w      | l        | j       |       |        |        |

Son frecuentes las transcripciones alternativas:
- /c/, para el fonema /ts/.
- /y/, para el fonema /j/.
- / ' /, para el fonema /ʔ/.

Todos los fonemas tienen alófonos sonoros y sordos, condicionados por el contexto fonológico y la posición del acento. El acento a diferencia de lo que sucede en muchas lenguas uto-aztecas meridionales no es fonémico.